# Clifford McEwen
Clifford MacKay McEwen, surnommé Black Mike, né le 2 juillet 1896 au Manitoba et décédé le 6 août 1967 en Ontario, est un as de l'aviation et un officier militaire canadien. Il a servi au sein du Royal Flying Corps (RFC) durant la Première Guerre mondiale en tant que pilote et au sein de l'Aviation royale canadienne (ARC) durant la Seconde Guerre mondiale en tant que commandant senior. Son service au cours de la Seconde Guerre mondiale s'est terminé avec le commandement du Groupe de bombardiers No 6 de l'ARC en Angleterre du 28 février au 13 juillet 1945.

## Biographie
Clifford MacKay McEwen est né le 2 juillet 1896 à Griswold au Manitoba. Il a grandi à Moose Jaw en Saskatchewan. Il a servi en tant qu'as de l'aviation au sein du Royal Flying Corps de la British Army au cours de la Première Guerre mondiale. Durant la Seconde Guerre mondiale, il a été un commandant senior au sein de l'Aviation royale canadienne. De juin 1943 à février 1944, il a été le commandant de la base opérationnelle de Linton-on-Ouse de la Royal Air Force. Du 28 février au 13 juillet 1945, il a commandé le Groupe de bombardiers No 6 en Angleterre. Il a atteint le grade de vice-maréchal de l'air. Il a été un directeur pour la compagnie Trans-Canada Airlines. Il est décédé le 6 août 1967 à l'âge de 71 ans. Il est inhumé au Champ d'honneur national situé à Pointe-Claire au Québec.

## Distinctions
Cliffort McEwen est notamment décoré de l'ordre du Bain, de la croix militaire britannique, de la Distinguished Flying Cross britannique à deux reprises et de la médaille de bronze de la vaillance militaire italienne.

## Annexe